# Bulbophyllum scheffleri
Bulbophyllum scheffleri là một loài phong lan thuộc chi Bulbophyllum.